# Carex chrysolepis
Espèce
Classification phylogénétique
Carex chrysolepis est une espèce des plantes du genre Carex et de la famille des Cyperaceae.